# Cheilosia nuda
Cheilosia nuda är en tvåvingeart som beskrevs av Tokuichi Shiraki 1930. Cheilosia nuda ingår i släktet örtblomflugor, och familjen blomflugor. Inga underarter finns listade i Catalogue of Life.